# Шумило Максим Олександрович
Максим Олександрович Шумило (нар. 31 серпня 2002, Чернігів, Україна) — український футболіст, захисник «Чернігова».

## Життєпис
У ДЮФЛУ з 2015 по 2019 рік виступав за «Олімпійський коледж імені Івана Піддубного». На початку липня 2019 року перейшов у «Десну». З 2019 по 2021 рік виступав за юнацьку команду «Десни» (у сезоні 2019/20 років зіграв 10 матчів, а в сезоні 2020/21 років — 7 поєдинків ). Окрім цього у сезоні 2019/20 років провів 2 поєдинки за молодіжну команду «деснянців».

### ФК «Чернігів»
Завдяки вдалим виступам на юнацькому рівні, влітку 2019 року підписав контракт з іншою чернігівською командою, ФК «Чернігів». У Другій лізі України дебютував 24 липня 2021 року в програному (0:1) виїзному поєдинку 1-го туру групи А проти «Мункача». Максим вийшов на поле на 46-й хвилині, замінивши Максима Сердюка.